# Orobates pabsti
Orobates pabsti è un animale estinto simile ai rettili, appartenente al gruppo dei diadectomorfi. Visse nel Permiano medio, circa 260 milioni di anni fa, e i suoi resti sono stati ritrovati in Germania.

## Ritrovamento eccezionale
Lungo poco più di un metro, l'orobate è conosciuto grazie a due scheletri perfettamente conservati, con tutti gli elementi ancora in connessione anatomica fra di loro. L'eccezionale ritrovamento ha permesso di ricostruire in modo adeguato l'animale: l'orobate era un erbivoro dalla testa vagamente triangolare e dal corpo piuttosto snello, con forti zampe poste ai lati del corpo che gli permettevano di spostarsi agilmente sulla terraferma. Era un tipico rappresentante dei diadectidi, un gruppo di vertebrati erbivori tipici del Permiano, le cui caratteristiche erano intermedie tra quelle degli anfibi e quelle dei rettili. Nel giacimento di Tambach, dove è stato rinvenuto l'orobate, sono stati trovati i resti di un altro diadectide, Silvadectes. Questi due animali, nonostante fossero simili fra loro, erano ben distinti per la taglia: mentre l'orobate misurava un metro di lunghezza, il diadecte poteva superare i due metri e la corporatura era decisamente più massiccia.

## Impronte fossili
Il giacimento ha riservato ai paleontologi un'altra sorpresa: alcune serie di impronte fossili, che combaciano perfettamente con le dimensioni e la forma delle zampe dell'orobate e del diadecte. Si tratta delle prime piste fossili di cui siano conosciute, tramite resti scheletrici, anche le specie che hanno lasciato le impronte (Voigt et al., 2007).

## Habitat
L'ambiente in cui vivevano l'orobate e il diadecte era abitato anche da altri vertebrati, tra cui il primitivo Seymouria, il bolosauride Eudibamus (il più antico bipede conosciuto) e il pelicosauro predatore Dimetrodon, noto in precedenza per numerosi fossili provenienti dagli Stati Uniti.